# 打貓東頂堡
打貓東頂堡，是台灣中南部自清治時期至日治初期的一個行政區劃，其範圍包括今雲林縣的古坑鄉南部及嘉義縣的梅山鄉全部、大林鎮東北部。
打貓東頂堡北邊為他里霧堡、斗六堡、鯉魚頭堡，東邊為蕃地，南邊為嘉義東堡、大目根堡，西南邊為打貓東下堡，西邊為打貓北堡。

## 管轄街庄
打貓東頂堡共轄24個庄：
- 今古坑鄉境內：大湖底庄、崁頭厝庄、苦苓腳庄、崁腳庄、樟湖庄、草藔庄
- 今梅山鄉境內：梅仔坑庄、過山、雙溪庄、大草埔庄、大半天藔庄、九芎坑庄、圳頭庄、大坪庄、龍眼林庄、生毛樹庄、科仔林庄
- 今大林鎮境內：三角庄、內林庄、橋仔頭庄、溝背庄、林頭庄、北勢庄、湖仔庄